# Pierre-François-Jean Bogne de Faye
Pierre-François-Jean Bogne de Faye est un diplomate et homme politique français né le 5 octobre 1778 à Clamecy et décédé le 30 juillet 1838 dans la même commune.

## Biographie
Bogne de Faye débuta dans la diplomatie ; il fut envoyé en 1798, à Londres, par le Directoire, comme secrétaire de la commission des échanges pour les prisonniers de guerre français. À son retour, il se rendit en Allemagne, où il remplit successivement, près de plusieurs cours, les fonctions de secrétaire de légation, de chargé d'affaires et de ministre plénipotentiaire.
Il fut aussi nommé auditeur de 1e classe au Conseil d'État, et maître des requêtes. Pendant sa longue résidence à Munich, à Vienne et à Darmstadt, il avait pris part aux négociations de divers traités importants, et avait reçu le titre de chevalier de l'Empire (1813), et les décorations de commandeur de la Légion d'honneur et de la Couronne de fer d'Italie.
Retiré dans ses foyers au moment de la Restauration, il fut appelé le 21 octobre 1818, par le collège électoral de département de la Nièvre, à siéger à la Chambre des députés.
Libéral constitutionnel, ami de Louis Pierre Édouard Bignon, il prit place à gauche, et proposa, dans la discussion de la loi sur la presse ; divers amendements favorables aux écrivains et demanda, entre autres, que le jury fixât le degré de culpabilité qui rapproche la peine du maximum ou du minimum, et déterminât les dommages-intérêts que pourrait réclamer la partie plaignante. Il demanda le rappel des bannis, et vota pour l'admission d'Henri Grégoire, se déclara l'adversaire des lois d'exception et fut des 95 opposants au nouveau système électoral. À propos du projet de loi suspensif de la liberté individuelle, il essaya, vainement, d'obtenir que les détenus fussent placés dans les plus saines parties des maisons d'arrêt, et qu'il leur fût payer six francs par jour sur les fonds de la police. Dans le débat relatif aux comptes arriérés, il remarqua que l'on venait d'ôter à la France la liberté de la presse, et que, si cependant cette liberté eût été donnée en 1817 et 1818, on eût évité beaucoup de fautes, « beaucoup de dépenses désastreuses dont on sent enfin les conséquences ».
Il rappela que le ministère avait parlé des anciennes libertés et des vieilles franchises du peuple français, comme pour lui faire regretter de n'en plus jouir. « Ces paroles sont d'autant plus remarquables que du temps de ces libertés et de ces franchises, c'est-à-dire sous l'Ancien Régime, et même encore en 1781, au sein du Parlement, on définissait la nation française, gent corvéable et taillable à merci et miséricorde... Pour qui donc étaient ces libertés ? Pour les agents du pouvoir ; et voilà pourquoi on les regrette... ».
Il discuta aussi le budget, se plaignit de l'augmentation des dépenses pour le clergé « qui ne se montaient, en 1815, qu'à 11 500 000 francs et s'élèvent aujourd'hui à 33 000 000 », et signala le scandale du casuel, les sacrements vendus et marchandés, etc.
Bogne de Faye n'est point réélu aux législatures suivantes.
Du 20 août 1830 au 8 mai 1831, il est préfet de l'Aisne. Le 20 août 1830, il devient aussi Maître des requêtes au conseil d'État.
Il est mort à Clamecy le 30 juillet 1838 et fut inhumé dans le cimetière de Clamecy où sa sépulture existe encore de nos jours.

## Fonctions
- Secrétaire de la commission des échanges à Londres pour les prisonniers de guerre français (1798) ;
- Auditeur de 1re classe puis maître des requêtes au Conseil d'État ;
- Secrétaire de légation de France, chargé d'affaires, puis ministre plénipotentiaire à Munich ;
- Adjudant-commandant dans la Garde nationale de Paris ;
- Député de la Nièvre à la Chambre des députés (21 octobre 1818).

## Titres
- Chevalier de l'Empire (lettres patentes du 25 mars 1813).

## Distinctions
- Légionnaire (décret impérial du 30 janvier 1810), puis,
- Officier (décret impérial du 30 juin 1811), puis,
- Commandant de la Légion d'honneur (6 janvier 1815) ;
- Commandeur de l'Ordre de la Couronne de fer.

## Armoiries
| Figure | Blasonnement |
|        | Armes du Chevalier Pierre-François-Jean Bogne de Faye et de l'Empire « D’or à un chevron de gueules chargé du signe des chevaliers légionnaires, accompagné en chef de deux étoiles d'azur et en pointe d'un lion rampant de même. » |